# أبراكساس بانتاريا
أبراكساس بانتاريا (الاسم العلمي:  Abraxas pantaria) وتعرف أيضاً العقعق الخفيف أو دودة الرماد المرقطة، هي نوع من طائفة الحشرات تصيب النبات، تتبع جنس ابراكساس، تنتمي إلى عائلة أرفية، وهي عائلة تندرج ضمن رتبة حرشفيات الأجنحة، تم وصفها من قبل كارولوس لينيوس في عام 1767.

## موطن الانتشار
تنتشر في منطقة البحر الأبيض المتوسط وشائعة أكثر في منطقة البرتغال وإسبانيا. 
وتعرف أيضًا في المملكة المتحدة وإيرلندا وكرواتيا وأرمينيا وجورجيا وجنوب شرق روسيا وتركيا.